# NGC 805

NGC 805

NGC 805 هي مجرة تتبع كوكبة المثلث. اكتشفها هاينريش لويس دريست في 26 سبتمبر 1864.

## روابط خارجية
- NGC 805 على موقع ويكي سكاي: DSS2, SDSS, GALEX, IRAS, Hydrogen α, X-Ray, Astrophoto, Sky Map, Articles and images